# Alexander Adrian
Alexander Adrian (* 28. August 1984 in Trier) ist ein ehemaliger deutscher Fußballspieler.

## Karriere
Der 1,80 m große Abwehrspieler absolvierte in der Saison 2004/05 insgesamt vier Spiele für Eintracht Trier in der 2. Fußball-Bundesliga. Von 2006 bis 2014  spielte Adrian für Südwest-Oberligist FSV Salmrohr, für den er bereits vor seinem Wechsel in die 2. Liga aktiv war. Zum Ende seiner Karriere spielte er noch zwei Jahre beim luxemburgischen Erstligisten Etzella Ettelbrück.